# Conrad Conradty
Conrad Conradty (* 15. Juli 1827 in Münchaurach bei Erlangen; † 17. Juni 1901 in Nürnberg) war ein deutscher Industrieller.

## Leben
Der gelernte Kaufmann gründete 1855 eine Bronzefarbenfabrik in Nürnberg, die er wenig später um die Blei- und Farbstiftherstellung erweiterte. In den USA kaufte er persönlich die neueste Maschinenausstattung. Mit dem „Conradty-Blau“ und den von ihm hergestellten Bronzefarben legte er den Grundstein zu seinem wirtschaftlichen Erfolg. 1866 erfolgte die Teilung des Unternehmens: Sein Bruder Johann Friedrich führte die Bronzefarbenfabrikation fort, Conrad übernahm die Bleistiftproduktion. Dafür gründete er 1880 bei der Röthenbacher Papiermühle eine Bleistiftfabrik, die sich noch im 19. Jahrhundert zu einer der weltweit bedeutendsten Produktionsstätten von Beleuchtungskohlen (Noris- und Kronen-Kohlestifte für elektrische Bogenlampen) und allgemein für stromleitende Kohle- und Grafiterzeugnisse entwickelte. 
Conrad Conradty starb am 17. Juni 1901 in Nürnberg. Sein Sohn Friedrich Conradty (1858–1909) leitete nach seinem Tod die Firma. Die C. Conradty GmbH Nürnberg besteht als Graphite Cova GmbH bis heute. Zum Besitz Conradtys gehörte auch das Schloss Renzenhof.